# 和歌山信用金庫
和歌山信用金庫（わかやましんようきんこ）は、かつて1993年まで存在した信用金庫。和歌山県に本店を置いていた。

## 概要
1989年に和歌山内海信用金庫が改称して誕生した。
1993年に南海信用金庫・紀州信用金庫と合併しきのくに信用金庫となった。紀州信用金庫が存続信金となっている。

## 沿革
- 1914年4月 伊都信用組合が設立
- 1921年2月 内海信用組合が設立
- 1922年5月 和歌山信用組合が設立
- 1951年10月 和歌山・伊都の両信用組合が信用金庫法に基づき、それぞれ和歌山信用金庫・伊都信用金庫となる
- 1953年4月 内海信用組合が信用金庫法に基づき、内海信用金庫となる
- 1971年4月 和歌山・伊都の両信金が合併して「和歌山信用金庫」となる
- 1979年4月 内海信用金庫と合併して「和歌山内海信用金庫」となる
- 1989年10月 和歌山信用金庫に改称
- 1993年5月1日　南海信用金庫・紀州信用金庫と合併しきのくに信用金庫となる